# Burmeistera cyclostigmata
Burmeistera cyclostigmata är en klockväxtart som beskrevs av John Donnell Smith. Burmeistera cyclostigmata ingår i släktet Burmeistera och familjen klockväxter. Inga underarter finns listade i Catalogue of Life.